# 甲芸同盟
甲芸同盟（こうげいどうめい）は、甲斐の武田氏と安芸の毛利氏との間で結ばれた同盟。

## 経過
天正3年（1575年）5月21日、甲斐の武田勝頼は設楽原において、織田信長と徳川家康の連合軍に大敗し、多くの重臣を失った（長篠の戦い）。この勝頼の敗北は、将軍・足利義昭とその味方にとっては深刻な打撃であった。
天正4年（1576年）2月、義昭は紀伊由良の興国寺を出て、安芸の毛利輝元を頼り、その勢力下であった備後国の鞆に動座した。そして、5月7日に輝元ら毛利氏は反信長として立ち上がり、13日に領国の諸将に義昭の命令を受けることを通達し、西国・東国の大名らにも支援を求めた。
6月11日、義昭は勝頼と越後の上杉謙信に対して、互いに講和を命じる御内書を下し、毛利輝元と協力して協力したうえで信長を討つように命じた。
6月16日、勝頼は石山本願寺を通じ、義昭が輝元の庇護を受けて鞆に落ち着いたことを知り、すぐさま義昭や毛利氏に協力する旨の書状を送った。だが、武田氏の使者は織田・徳川領で捕縛されたり、突破を試みるも達成できずに甲斐に引き返したりしたために連絡に時間がかかり、勝頼の書状が義昭に届いたのは8月28日付のものであった。この時、勝頼はその意思が真実であることを証明するため、3日以内に遠江に出陣すると記しており、実際に遠江の小山城に出陣し、牧之原付近にまで進出した。
また、勝頼は義昭宛書状と同日付で、輝元とその叔父・小早川隆景にも書状を送った。勝頼はその中で、輝元が義昭を庇護し、織田と戦い、帰洛の助力を決断したことは稀代の忠節であるとし、勝頼自身も総力を挙げ、毛利氏と一刻も早く連携し、帰洛を援助したいなどと綴っている。勝頼の書状からは、この時点で武田氏と毛利氏の直接の連絡がついておらず、義昭や石山本願寺を通して毛利氏の意向などが伝えられていたことが分かっている。
7月13日から14日早朝にかけて、毛利水軍が織田水軍を大阪湾木津川河口（現在の大阪市大正区に位置する木津川運河界隈）で破り、本願寺に兵糧や武器など物資を運び入れることに成功した（第一次木津川口の戦い）。この勝利は、武田氏など反信長勢力に直ちに伝えられた。
7月27日、伊予の河野道直が勝頼に対して、武田氏と毛利氏が義昭の帰洛のために手を結ぶことを歓迎し、自身も協力したいと申し入れている。当時、河野氏は毛利氏の支援によって、伊予における勢力を維持していた。
9月16日、勝頼は輝元に対し、6ヶ条に及ぶ条目を送り、信長打倒のために同盟を結んで行動に移す決意を述べた。勝頼はその中で、毛利氏の勝利を称えるとともに、義昭（公儀）に一途の忠節を尽くすとの貴国の決意を知り、武田氏としてもこれに協力したいことや、今後互いに軍事作戦を行う場合は手を携え、連絡を取り合いながら実施することに決めたい、などと述べている。これにより、武田氏と毛利氏の同盟、つまり甲芸同盟が成立するに至った。
天正6年（1578年）12月、輝元が出陣を決意し、毛利氏有利の状況に乗じて上洛しようとした。そして、輝元出陣の日は翌年1月16日と定められ、諸将に下令された。輝元はそれに伴い、勝頼に徳川家康を攻撃し、織田氏の兵力を引き付けるよう要請している。
だが、天正7年（1579年）1月に毛利氏の重臣・杉重良が大友氏の調略で謀反を起こし、毛利氏の背後である筑前や豊後に暗雲が垂れ込めた。このため、1月16日の輝元自らによる出兵は無期限での延期となった。輝元の叔父・小早川隆景が戦線の拡大を危惧し、輝元の出陣を反対したとする見方もある。
天正10年（1582年）3月、勝頼が織田・徳川勢に攻められ、自害に追いやられた（甲州征伐）。他方、輝元もこのころには織田方の攻勢に押されており、劣勢を覆すため、同月に土佐の長宗我部氏と芸土同盟を結んでいる。
3月22日、勝頼らの首級が京都に到着し、獄門にかけられた。さらに、勝頼らの首級は播磨に送られて晒される予定だったが、播磨には送られず、妙心寺の南化玄興に下賜された。信長が勝頼らの首級を播磨で晒そうとした理由としては、織田方と交戦中であった輝元ら毛利氏に対し、その同盟者である勝頼らを滅ぼした自身の武威を示すためであったと考えられる。